# Nikon Coolscan 5000 ED
Der Nikon Coolscan 5000 ED ist ein Filmscanner für Kleinbildfilme. Der Scanner wird mitunter auch mit der Bezeichnung „LS5000 ED“ angegeben, wobei LS für „Laser Soft“ steht. Mithilfe zusätzlich erhältlicher Adapter ist das automatisierte Scannen von mehreren gerahmten Dias, Filmstreifen und ungeschnittenen Filmrollen möglich. Der Filmscanner kam 2003 auf den Markt und hat seitdem den Ruf, bester Desktopscanner für Kleinbildfilm zu sein. Einen modernisierten Nachfolger hat es nicht mehr gegeben und seit 2010 wird der Nikon Coolscan 5000 im guten gebrauchten Zustand für ein Mehrfaches seines ursprünglichen Preises vertrieben.

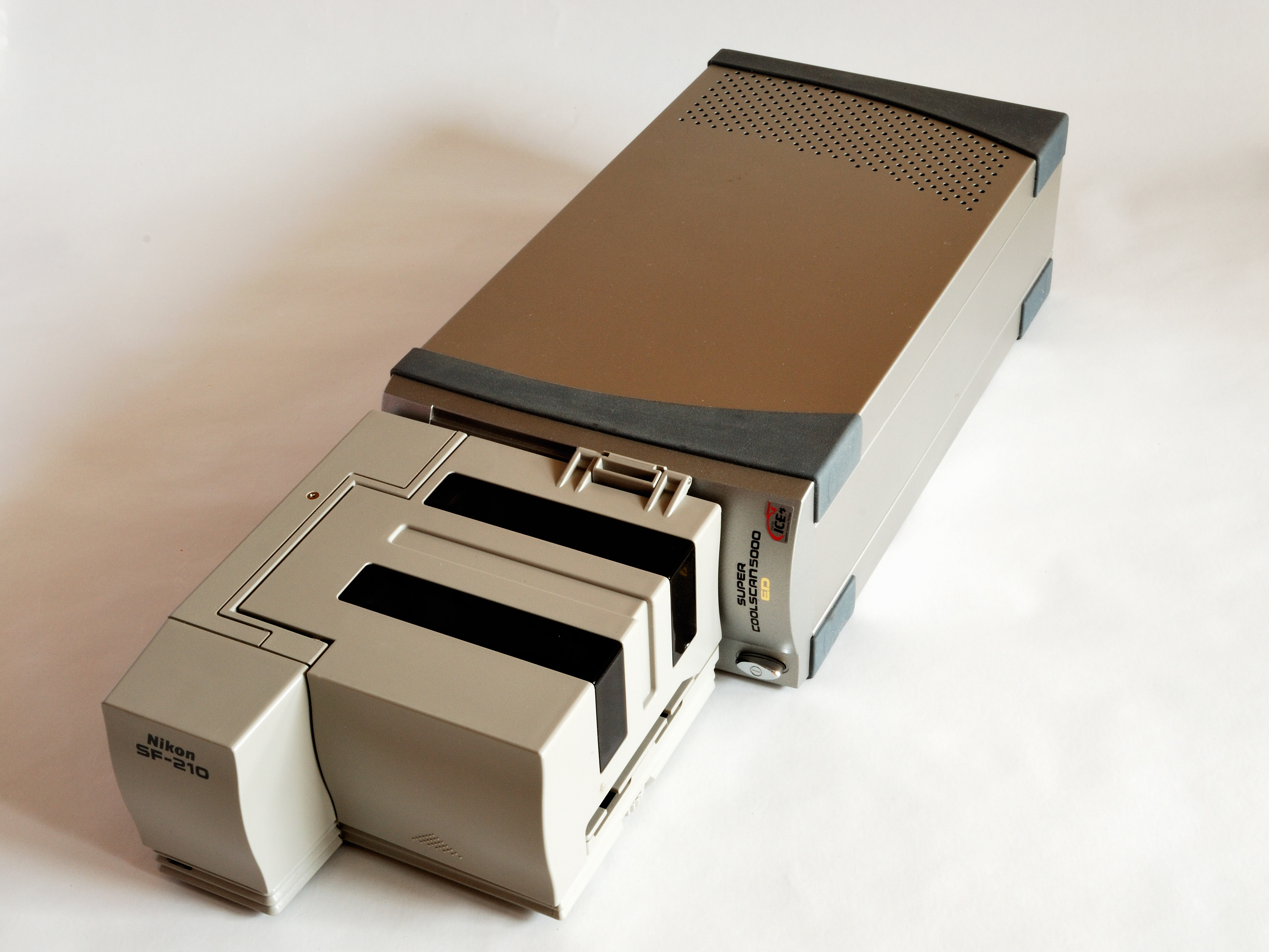
Nikon Coolscan 5000 ED mit dem Diamagazin SF-210

## Technische Daten

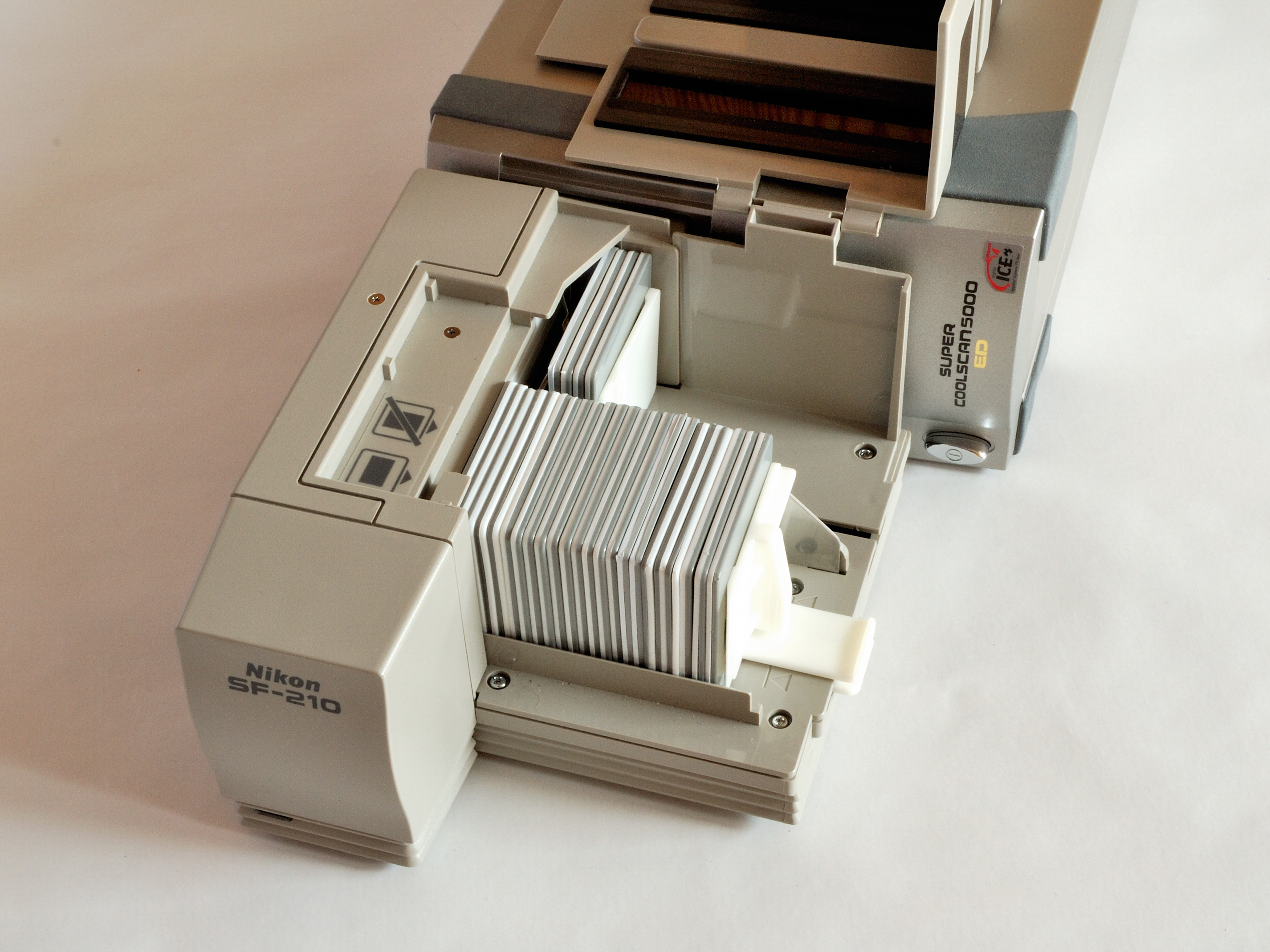
Geöffnetes Diamagazin SF-210 mit dem input-Stapel (vorne) und dem output-Stapel (hinten)

| Optische Auflösung:     | 4000 ppi; effektiv 3900 ppi |
| Farbtiefe:              | 16 bit                      |
| Dichteumfang:           | 4.8                         |
| Mehrfachabtastung       | Ja (bis zu 16-fach)         |
| Lichtquelle:            | RGB- und Infrarot-LEDs      |
| Schnittstelle:          | USB 2.0                     |
| Dateiformate:           | TIFF, NEF (Nikon RAW), JPEG |
| Mitgelieferte Software: | Nikon Scan 4.0              |

Ende 2007 kündigte Nikon an, den Support ihrer Software Nikon Scan einzustellen; die Scansoftware ist mit der richtigen Installation/Onlineanleitung auch unter Mac OS X Leopard 10.5 und Windows Vista 64 Bit nutzbar. Auch mit Windows 10 kann die Nikon Software verwendet werden. Mit unabhängiger Scanner-Software wie SilverFast oder Vuescan kann der Scanner problemlos mit aktuellen Betriebssystemen verwendet werden.

## Adapter

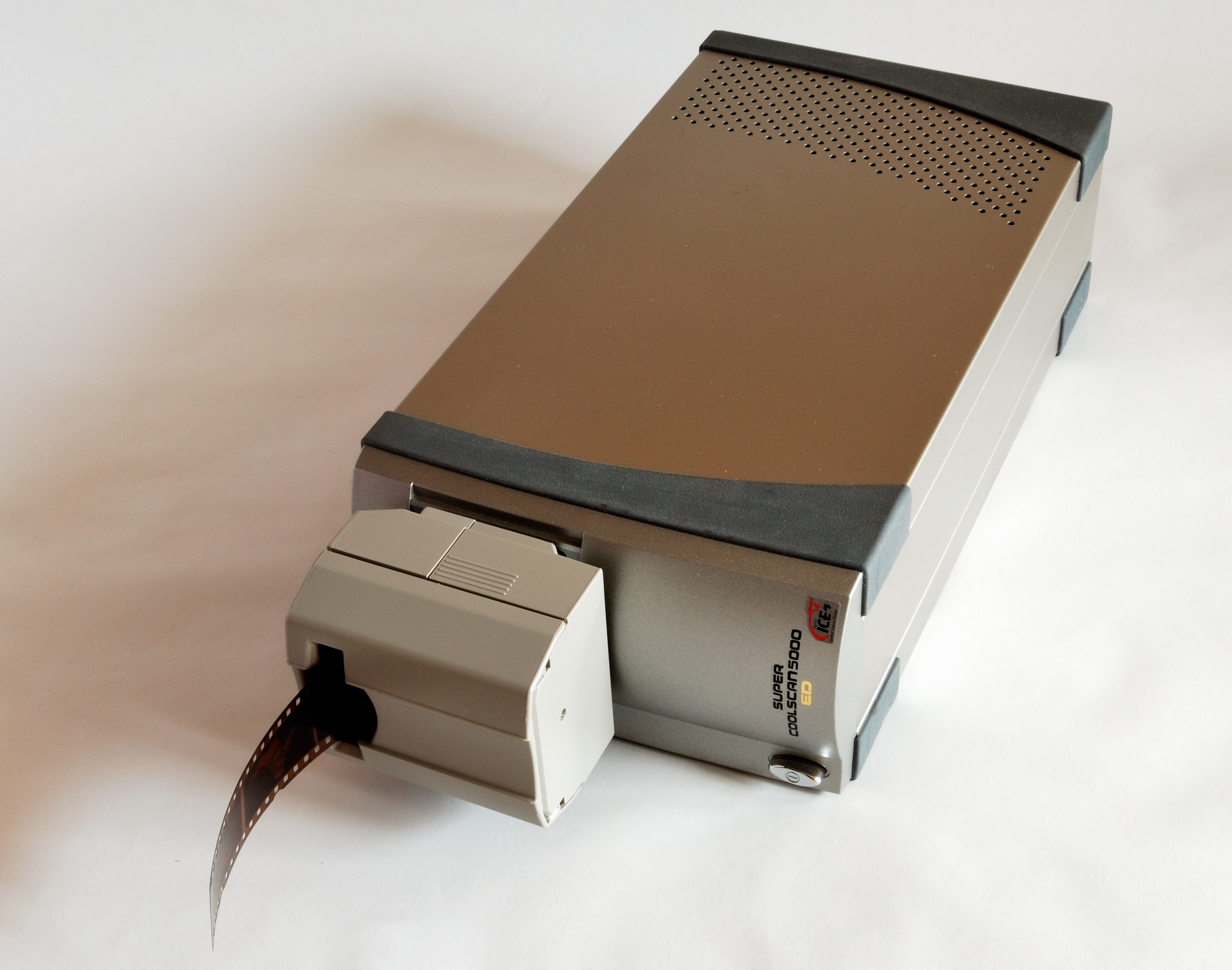
Nikon Coolscan 5000 ED mit dem Filmstreifenadapter SA-21

Für den Filmscanner mehrere Adapter erhältlich.

### MA-21 (Diarahmenadapter)
Ermöglicht das Einscannen einzelner gerahmter Dias. Im Lieferumfang enthalten. (MA-20 alternativ auch verwendbar)

### SA-21 (Filmstreifenadapter)
ermöglicht das automatische Scannen von 2 bis 6 Bildern auf einem Filmstreifen. Im Lieferumfang enthalten.

### SF-210 (Diamagazin)
ermöglicht das stapelweise Einscannen von bis zu 50 gerahmten Dias (je nach Dicke der Rahmen kann die Einzugsgröße angepasst werden).

### SF-200 (Diamagazin)
Vorgänger des SF-210 (gleiche Funktionen, Einzugsdicke jedoch nicht regulierbar).

### FH-3 (Filmstreifenhalter)
mit dem bis zu 6 einzelne nicht gerahmte Negative oder Positive gescannt werden können.

### SA-30 (Filmrollenadapter)
ermöglicht automatisches Einscannen von Kleinbild-Filmrollen.

### IA-20 (S) (APS-Adapter)
ermöglicht das Einscannen von APS-Filmrollen mit 25/40 Bildern.

### FH-G1 (Präparathalter)
ermöglicht das Einscannen von medizinischen Präparaten.

## Wichtige Funktionen
Der Coolscan 5000 ED verfügt über ein Digital ICE (Image Correction and Enhancement), welches Bildfehler durch Staub und Kratzer erkennt und entfernt. Dies geschieht schon während des Scanvorganges durch eine Infrarot-Abtastung. Das Verfahren ist nur für Farbfilme anwendbar. Bei SW-Filmen werden die Silberkörnchen des Filmes als Schmutz interpretiert. Da ICE den separaten IR-Kanal nutzt, lässt es sich nachträglich nicht mehr durchführen. Es ist deshalb empfehlenswert ICE immer einzuschalten. Alle anderen Korrekturen können mit einem guten Bildbearbeitungsprogramm auch später am eingescannten Bild durchgeführt werden. Zudem ist zu beachten, dass der Nikon Coolscan 5000ED Probleme hat das ICE-Verfahren bei Kodachrome-Dias anzuwenden. Durch die Kratzerkorrektur bei Kodachrome gehen Bilddetails zu großem Maße verloren. Es empfiehlt sich daher Kodachrome ohne ICE zu digitalisieren.
Auch hat der Filmscanner ein Digital-ROC (Restoration of Colors), welches die in der Originalvorlage verblassten Farben restauriert und den Farbstich korrigiert, ein Digital-GEM (Grain Equalisation and Management), das Störungen, die durch das Filmkorn verursacht werden, entfernt, und ein Digital-DEE (Dynamic Exposure Extender), welches bei über- oder unterbelichteten Aufnahmen die Detailwiedergabe in Tiefen- und Lichterbereichen verbessert (ein Vorläufer der Nikon D-lighting Funktion).

## Scan-Beispiele

### Wirkung der ICE-Technologie
Kratzer und Staub werden entfernt.

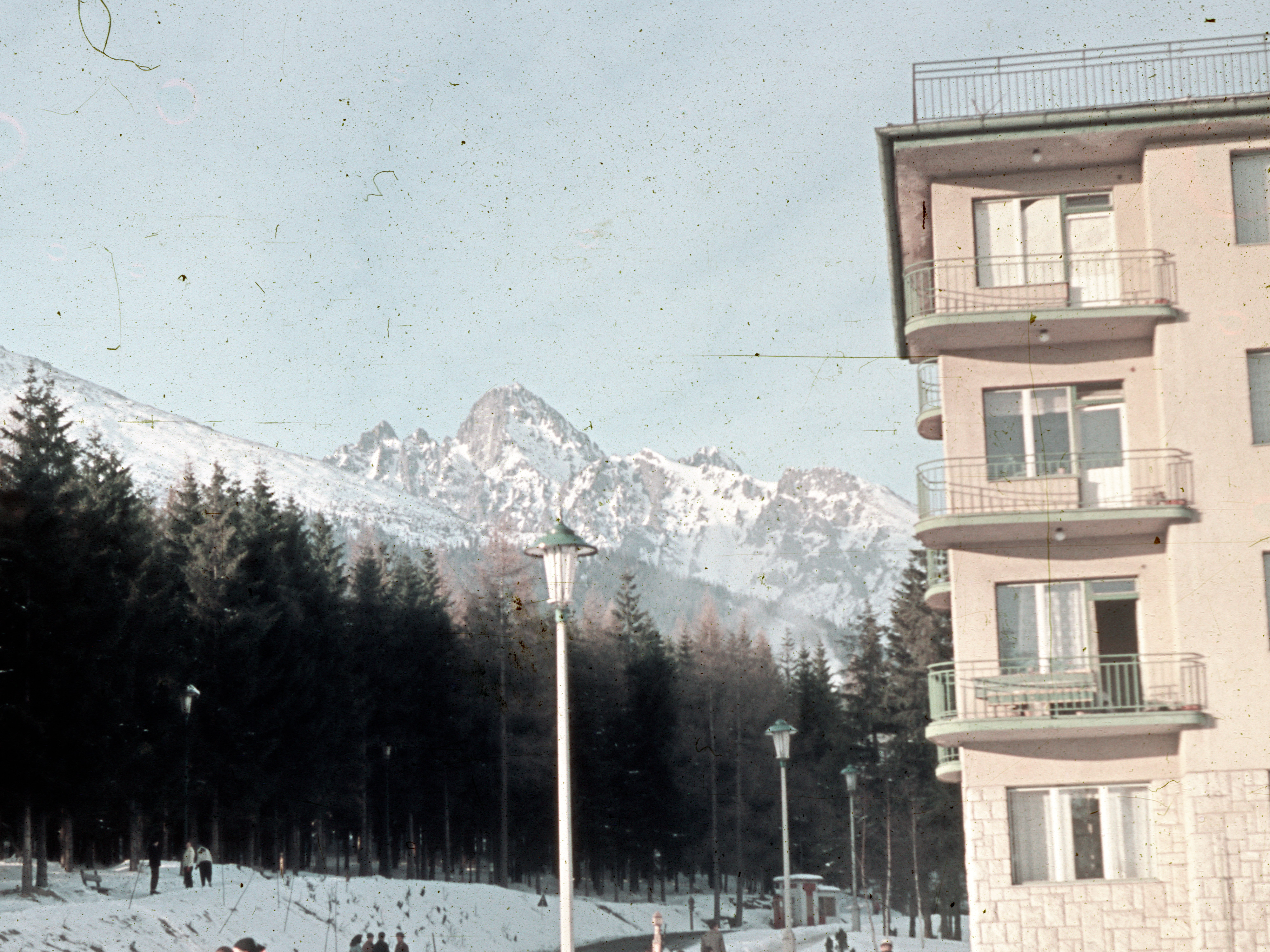
Diascan ohne ICE
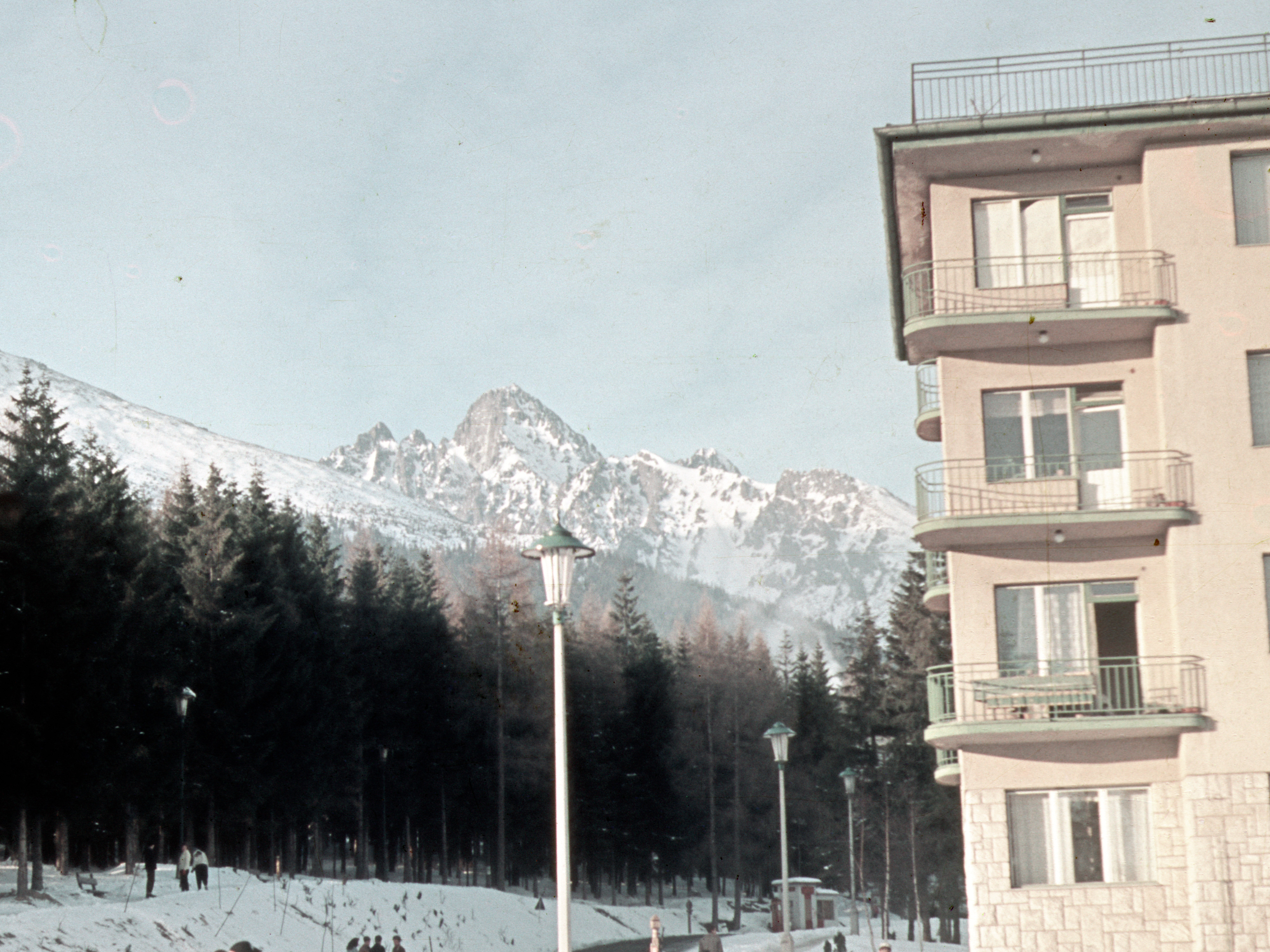
Diascan mit ICE

### Wirkung der ROC-Technologie
ROC kann in Stufen 1 bis 10 eingestellt werden. Eine zu starke ROC-Korrektur führt zu einer Überbetonung der roten und grünen Farben.

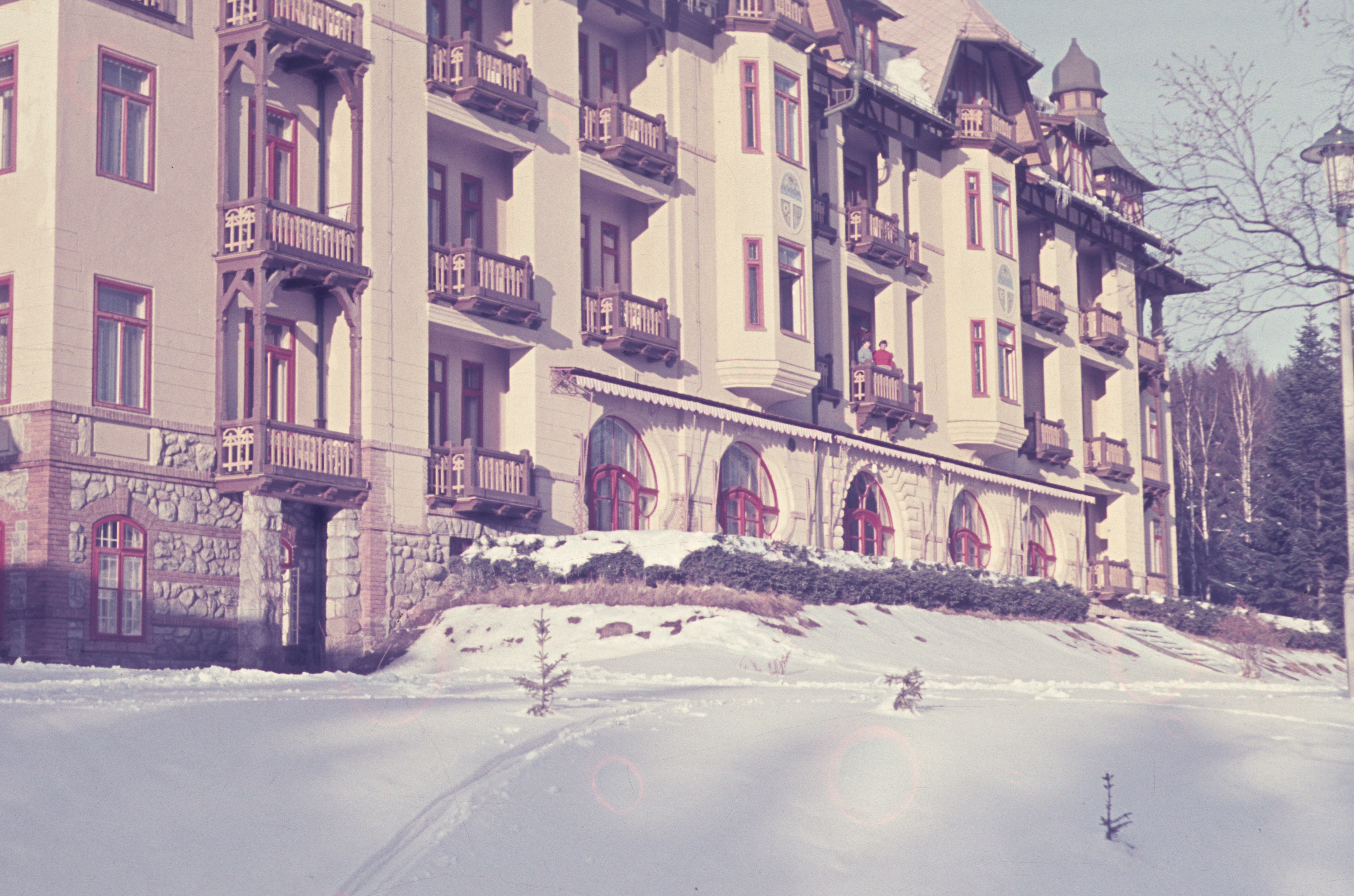
Diascan ohne ROC
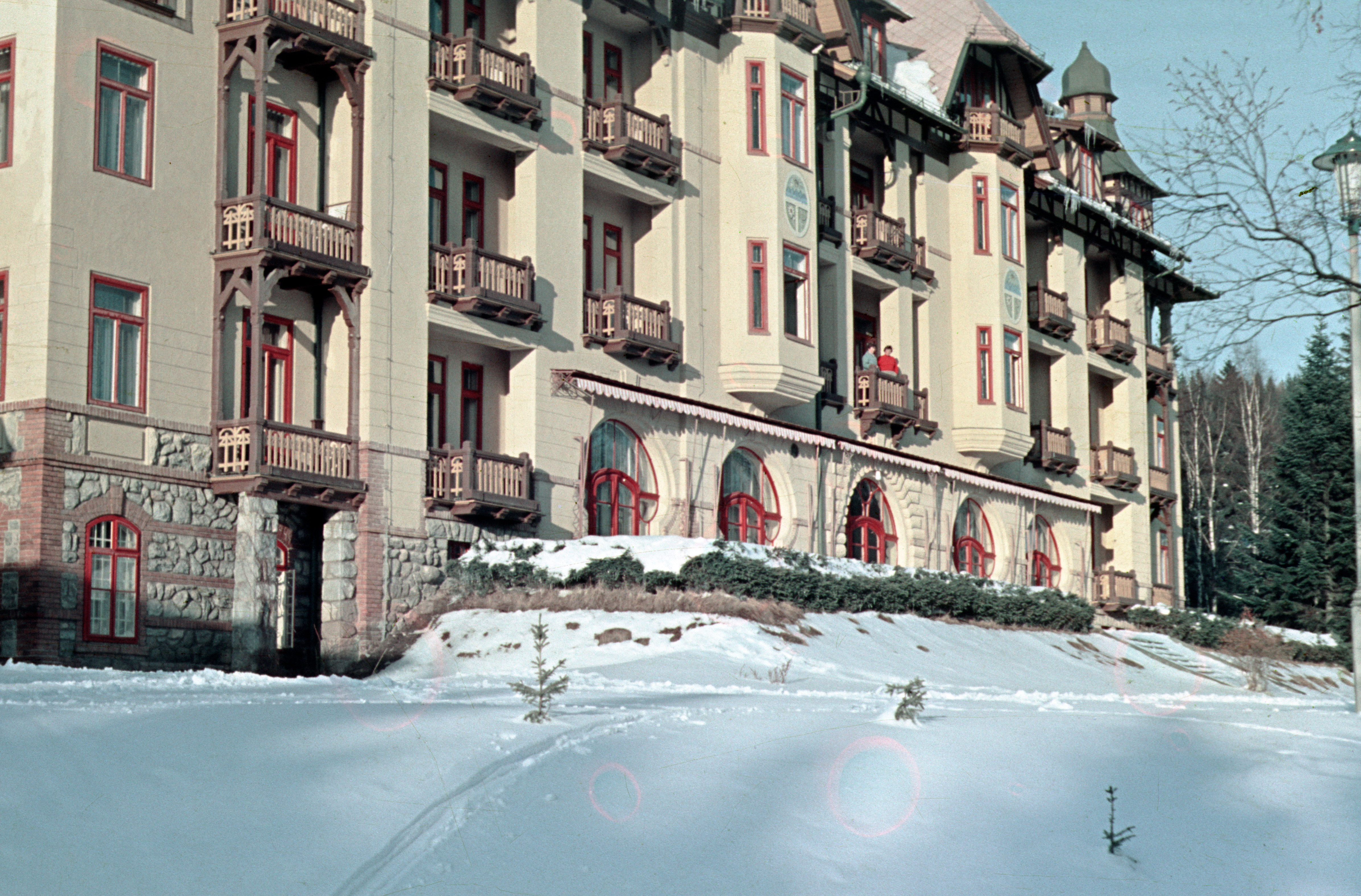
Diascan mit ROC auf einer mittleren Stufe
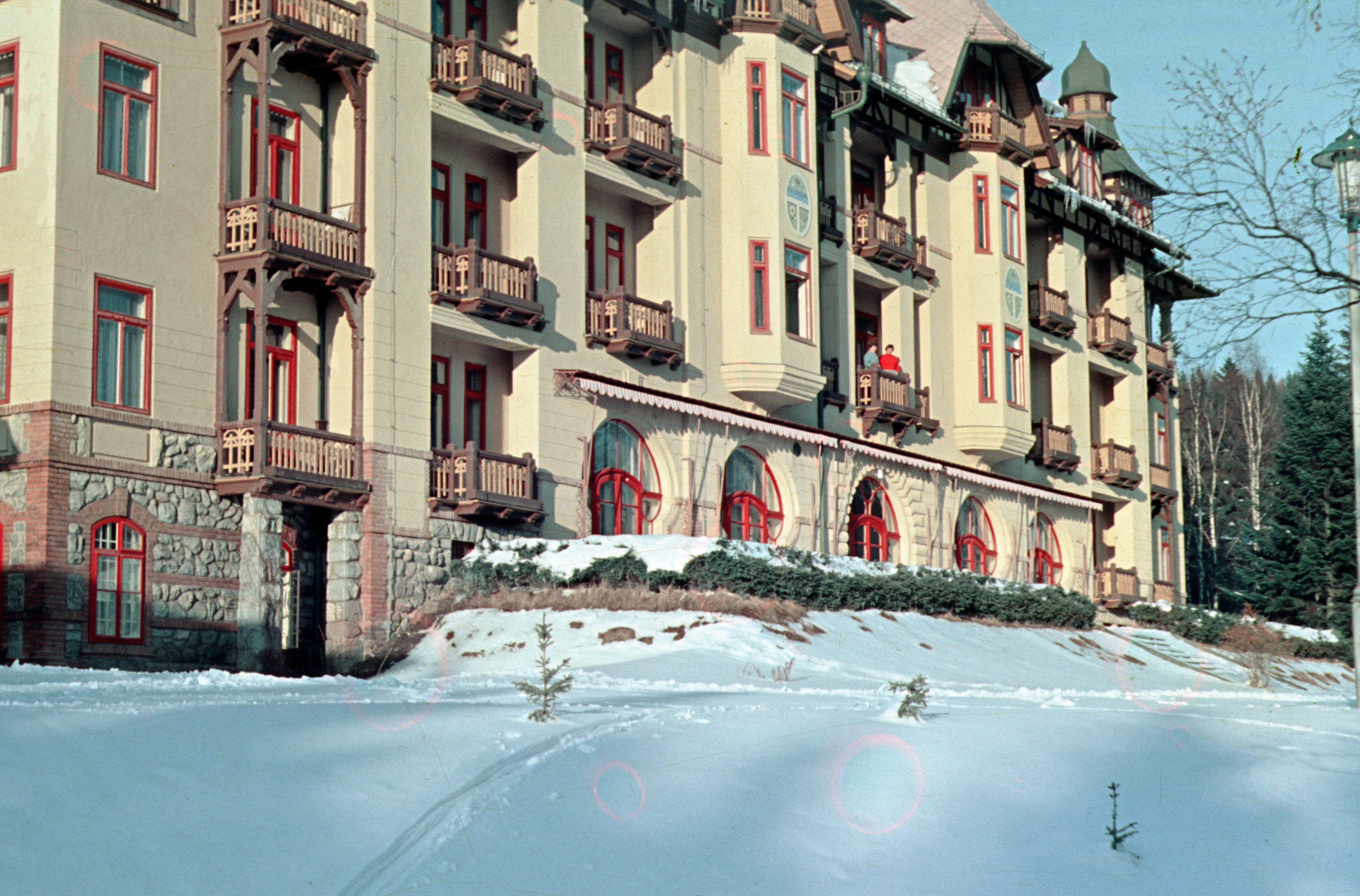
Diascan mit ROC auf der höchsten Stufe
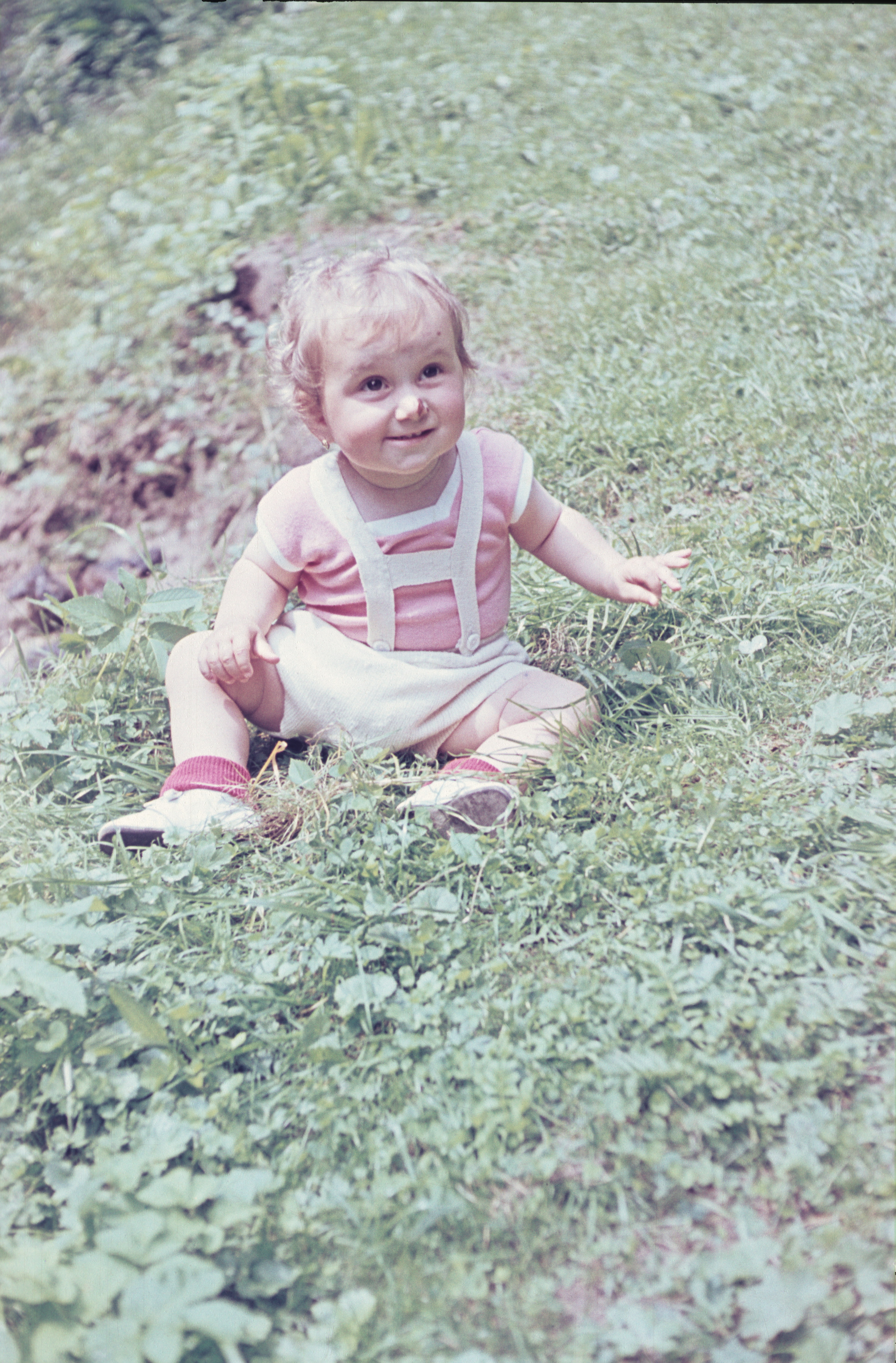
Diascan ohne ROC
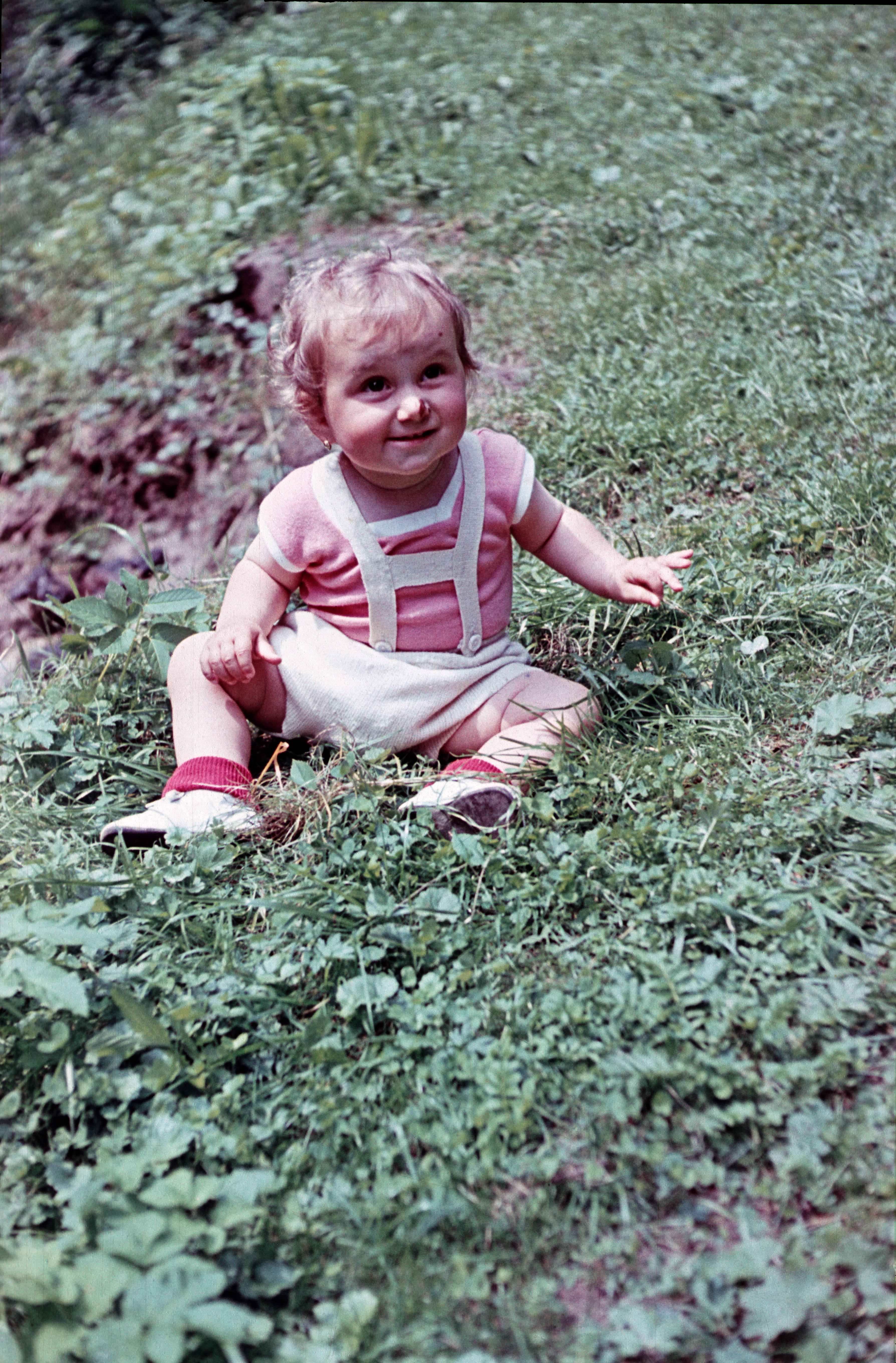
Diascan mit ROC auf einer niedrigen Stufe
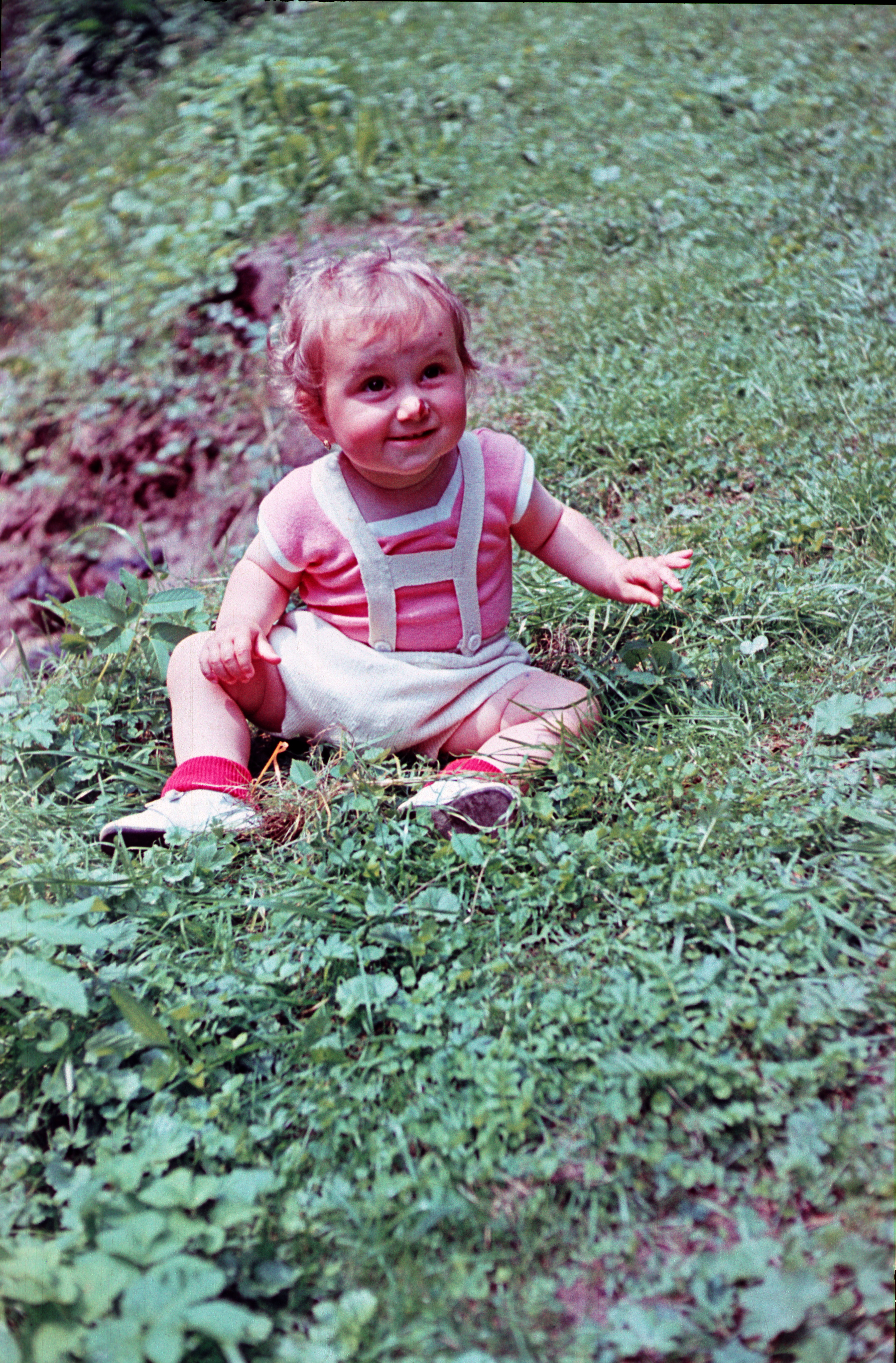
Diascan mit ROC auf der höchsten Stufe

### Wirkung der GEM-Technologie
GEM kann in Stufen 1 bis 4 eingestellt werden. Die Wirkung ist ähnlich der eines Weichzeichners. Es ist nur in einer starken Vergrößerung sichtbar.

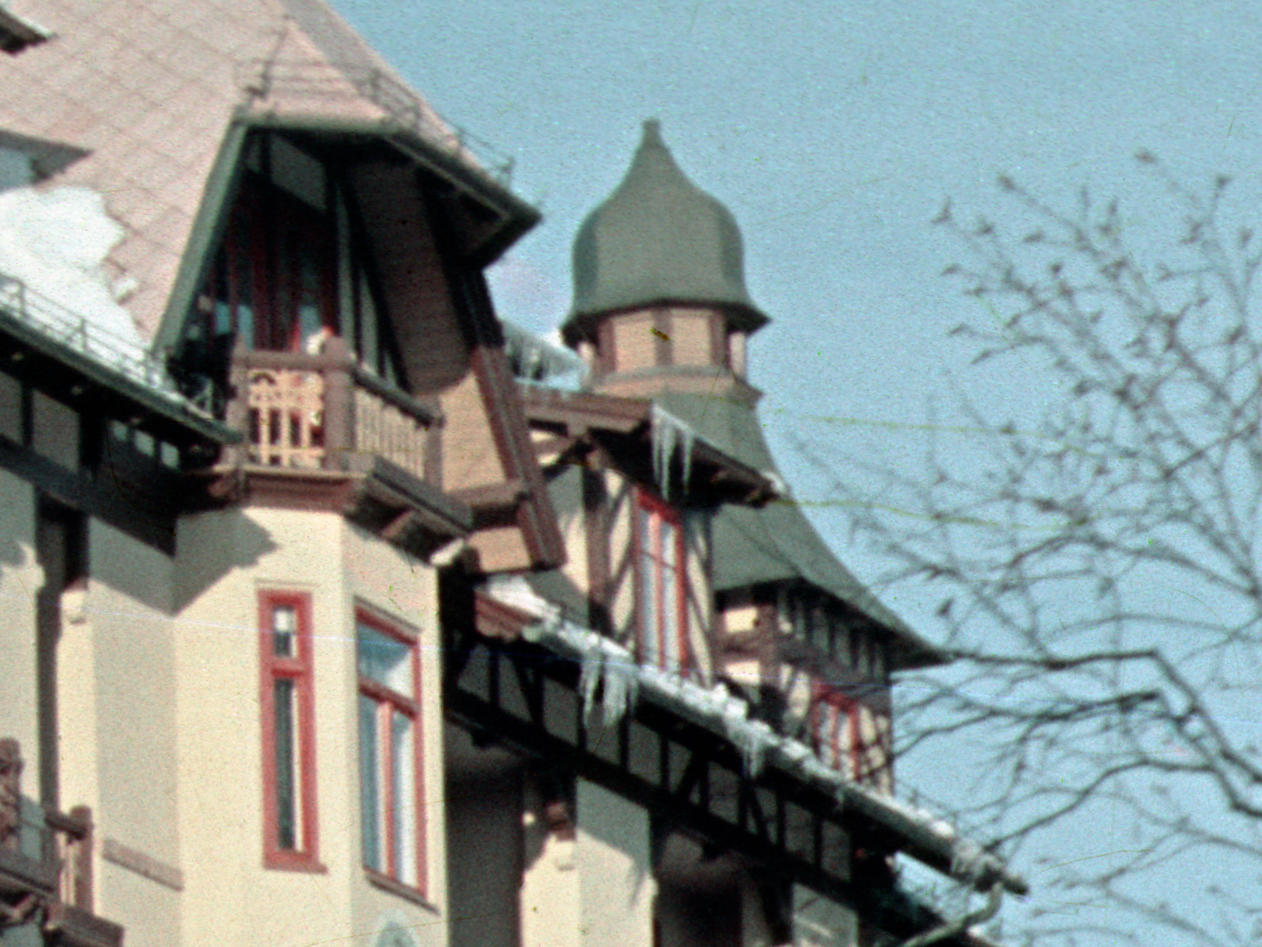
Diascan ohne GEM
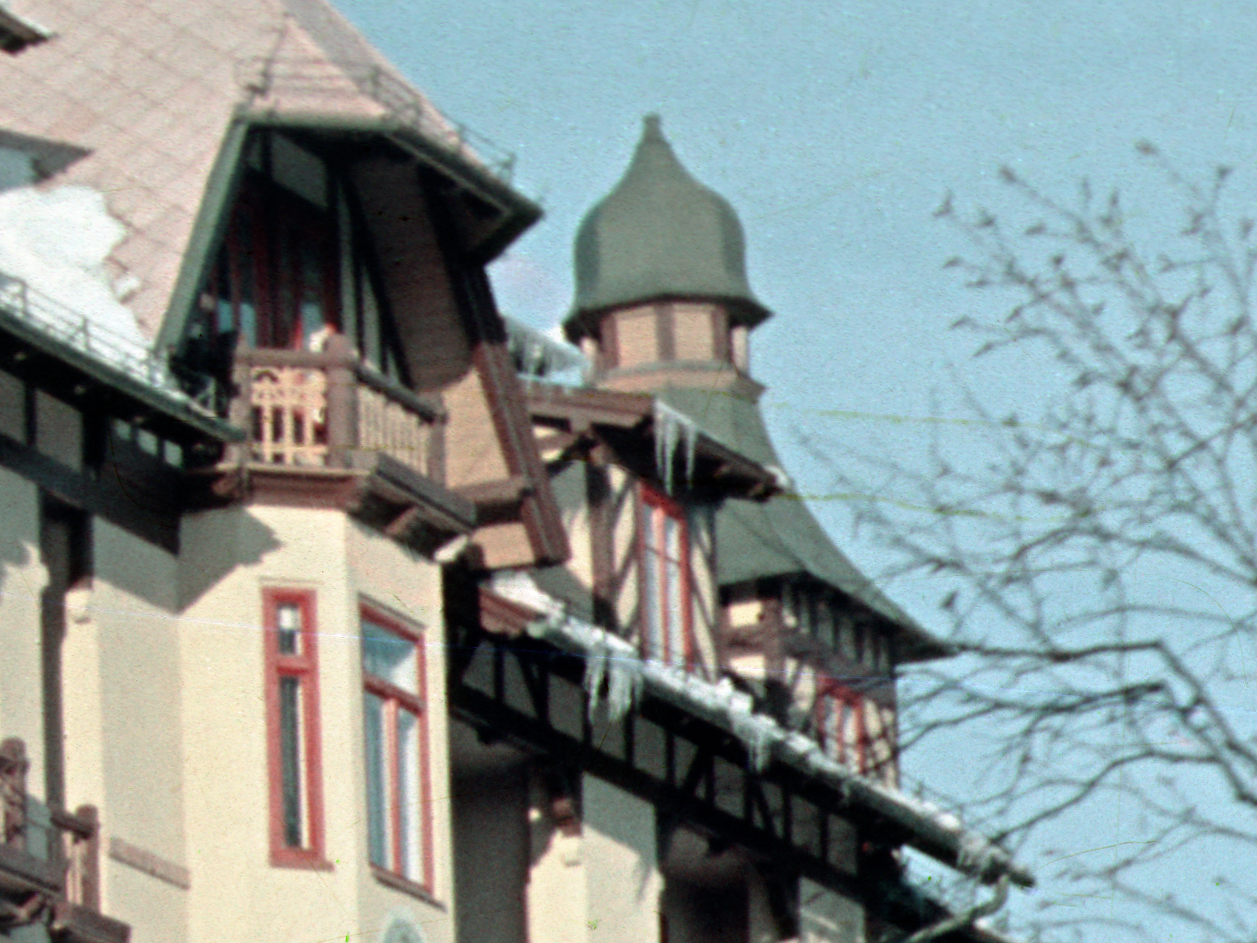
Diascan mit GEM auf einer niedrigen Stufe
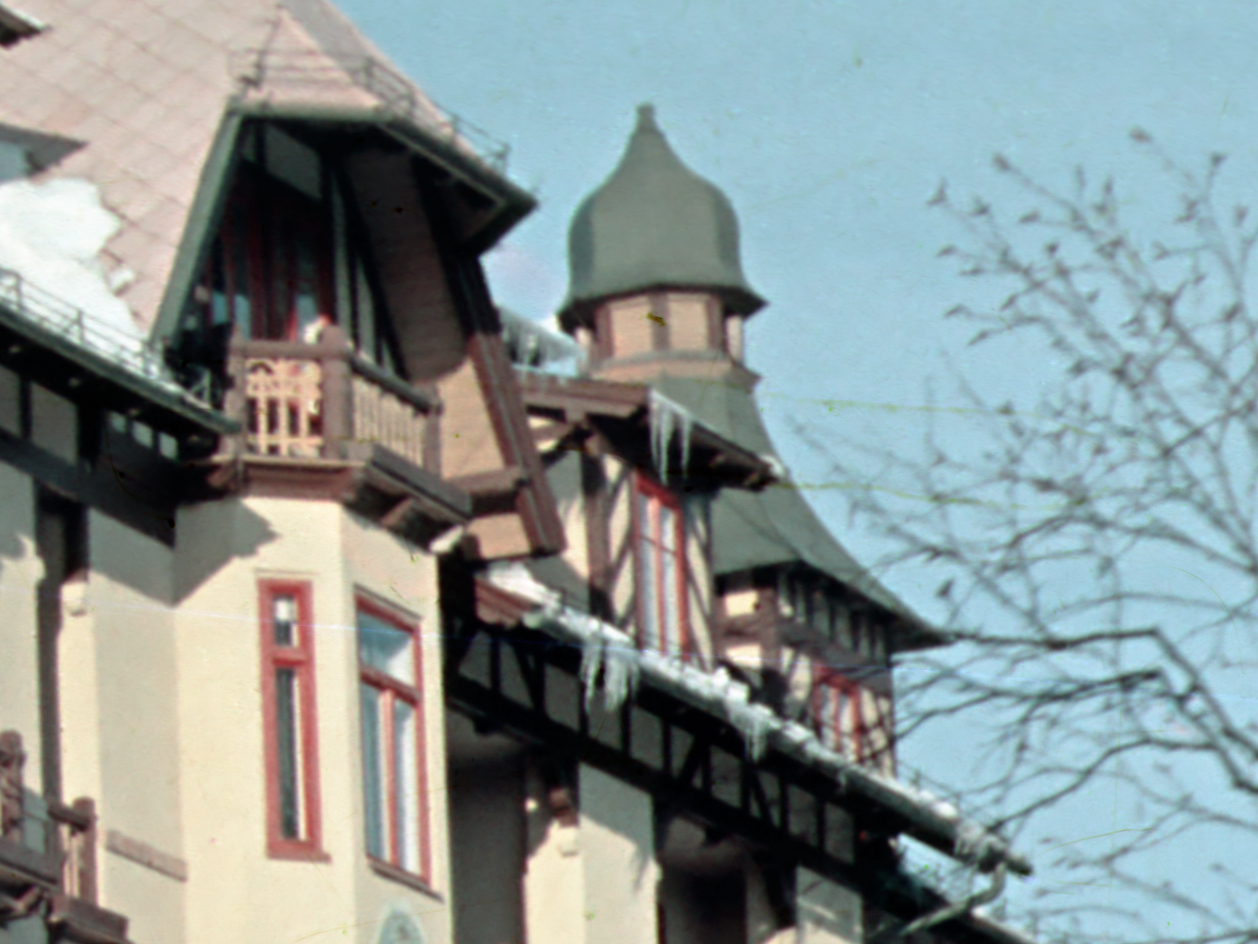
Diascan mit GEM auf der höchsten Stufe